# Sign Gene: De första döva superhjältarna
Sign Gene: De första döva superhjältarna är en amerikansk och italiensk superhjältefilm från 2017. Filmen handlar om döva superhjältar, där deras styrka kommer från teckenspråk.

## Handling
Den hemliga amerikanska agenten Tom Clerc är född i en familj som är döva sedan flera generationer tillbaka. Rötterna sträcker sig så långt tillbaka som 1700-talet och Laurent Clerc. Tom är bärare av Sgx29, en kraftfull Sign Gen-mutation som gör det möjligt för honom att skapa superkrafter under användning av teckenspråk. Men för några år sedan förlorade han en betydande del av sina krafter under en hård kamp mot sin främsta motståndare, hans egen bror Jux Clerc, ledaren för en ond organisation¸1.8.8.0, som ägnade sig åt att utrota Sign Gen-mutanter. Tom Clerc och hans kollega Ken Wong skickas till Osaka, Japan för att utreda en rad brott som begåtts av japanska mutanter. Där kämpar de mot ett japanskt gäng och lär sig att de kan vinna spelet bara genom att spela på japanskt sätt. Tom Clerc inser också att hans krafter inte gått förlorade för alltid.

## Rollista
- Emilio Insolera – Tom Clerc - Han är släkt med Laurent Clerc.
- Carola Insolera – Kate Massieu - Hon är släkt med Jean Massieu
- Benjamin Bahan – Hugh Denison
- Humberto Insolera – Jux Clerc
- Hiroshi Vava – Tatsumi Fuwa
- Danny Gong – Ken Wong